# Moseik
De moseik (Quercus cerris) of Turkse eik is een boom uit de napjesdragersfamilie (Fagaceae). De plant komt van nature voor in Zuidwest-Azië en het zuiden en midden van Europa. De boom wordt veel aangeplant voor de sier of om schaduw te bieden, onder andere ook in Nederland. Soms komt hij ook verwilderd voor.

## Kenmerken
De moseik heeft een brede, koepelvormige kroon met opgaande takken. De schors is dof donkergrijs en ruw ondiep gegroefd, ook in het jonge stadium. Deze snelgroeiende boom kan 35 meter of zelfs hoger groeien.
De boom heeft bleekbruine, donzige knoppen, die omgeven zijn door gedraaide borstels die niet afvallen. De bladeren zijn langwerpig van vorm en gelobd of ingesneden. De bladstelen zijn behaard en circa 2 cm lang. De bladeren zijn aanvankelijk ruw en dofgroen, maar later glanzend aan de bovenzijde; de onderzijde wordt dan bleek en wollig behaard.
De mannelijke bloemen van de moseik zitten in katjes en zijn 5-6 cm lang. De kleur loopt van rood naar geel. De vrouwelijke bloemen zitten in de oksels van nieuwe bladeren. Ze zijn eivormig, 5 mm lang en hebben donkerrode stempels omgeven door geelachtige schubben.
De vrucht is een smalle, eivormige eikel, met een erg korte steel (of steelloos). De eikels zijn omgeven door een napje van 1 cm diep met lange, puntige schubben. Ze rijpen in het tweede jaar.

## Ziektes
De moseik heeft nauwelijks last van ziekten of aantastingen maar is wel gevoelig voor houtparasitaire schimmels. De boom kan goed tegen (zee)wind. 

## Hybriden
Quercus × hispanica is een hybride met de kurkeik. Deze hybride, met verschillende variëteiten is winterhard als de moseik en groenblijvend als de kurkeik.